# Џорџ (Ајова)
Џорџ (енгл. George) град је у америчкој савезној држави Ајова. По попису становништва из 2010. у њему је живело 1.080 становника.

## Демографија
Према попису становништва из 2010. у граду је живело 1.080 становника, што је 29 (2,8%) становника више него 2000. године.
| Група             | 2000.         | 2010.         |
| Белци             | 1.040 (99,0%) | 1.047 (96,9%) |
| Афроамериканци    | 2 (0,2%)      | 2 (0,2%)      |
| Азијати           | 0 (0,0%)      | 2 (0,2%)      |
| Хиспаноамериканци | 6 (0,6%)      | 24 (2,2%)     |
| Укупно            | 1.051         | 1.080         |